# Copa Rostelecom 2013
La Copa Rostelecom de 2013, también conocida como Copa de Rusia fue una competición internacional de patinaje artístico sobre hielo, la sexta del Grand Prix de patinaje artístico sobre hielo de la temporada 2013-2014. Organizada por la federación rusa de patinaje sobre hielo, tuvo lugar en Moscú, entre el 22 y el 24 de noviembre de 2013. Se llevaron a cabo competiciones en las modalidades de patinaje individual masculino, femenino, patinaje en parejas y danza sobre hielo, y sirvió como clasificatorio para la Final del Grand Prix de 2013.

## Participantes
Los siguientes patinadores tomaron parte en la competición:
| País           | Patinaje individual masculino                    | Patinaje individual femenino                             | Patinaje en parejas                                                                              | Danza sobre hielo                                                                                        |
| -------------- | ------------------------------------------------ | -------------------------------------------------------- | ------------------------------------------------------------------------------------------------ | --- |
| Canadá         |                                                  |                                                          | Kirsten Moore-Towers / Dylan Moscovitch                                                          | Piper Gilles / Paul Poirier Kaitlyn Weaver / Andrew Poje                                                 |
| Francia        |                                                  |                                                          |                                                                                                  | Gabriella Papadakis / Guillaume Cizeron                                                                  |
| Alemania       | Peter Liebers                                    |                                                          | Aliona Savchenko / Robin Szolkowy                                                                | |
| Italia         |                                                  | Carolina Kostner                                         |                                                                                                  | |
| Japón          | Tatsuki Machida                                  | Haruka Imai Satoko Miyahara Kanako Murakami              | Narumi Takahashi / Ryuichi Kihara                                                                | |
| Rusia          | Artur Gachinski Maksim Kovtun Konstantin Menshov | Nikol Gosviani Yulia Lipnítskaya Yelizaveta Tuktamysheva | Yulia Antipova / Nodari Maisuradze Vera Bazarova / Yuri Larionov Ksenia Stolbova / Fiódor Klimov | Yekaterina Bobrova / Dmitri Soloviov Yekaterina Riazanova / Iliá Tkachenko Ksenia Monko / Kiril Jaliavin |
| España         | Javier Fernández                                 |                                                          |                                                                                                  | |
| Ucrania        |                                                  |                                                          |                                                                                                  | Siobhan Heekin-Canedy / Dmitri Dun                                                                       |
| Estados Unidos | Richard Dornbush Joshua Farris                   | Mirai Nagasu Agnes Zawadzki                              | Lindsay Davis / Rockne Brubaker Alexa Scimeca / Chris Knierim                                    | Madison Chock / Evan Bates                                                                               |
| Uzbekistán     | Misha Ge                                         |                                                          |                                                                                                  | |

## Results

### Patinaje individual masculino
| Clasificación | Nombre             | País                      | Total points | Programa corto | Programa corto | Programa libre | Programa libre |
| ------------- | ------------------ | ------------------------- | ------------ | -------------- | -------------- | -------------- | -------------- |
| 1             | Tatsuki Machida    | Bandera de Japón          | 257,00       | 2              | 84,90          | 1              | 172,10         |
| 2             | Maxim Kovtun       | Bandera de Rusia          | 240,34       | 1              | 92,53          | 4              | 147,81         |
| 3             | Javier Fernández   | Bandera de España         | 226,99       | 3              | 81,87          | 5              | 145,12         |
| 4             | Konstantin Menshov | Bandera de Rusia          | 223,03       | 4              | 72,43          | 3              | 150,60         |
| 5             | Richard Dornbush   | Bandera de Estados Unidos | 215,45       | 7              | 63,74          | 2              | 151,71         |
| 6             | Artur Gachinski    | Bandera de Rusia          | 211,49       | 5              | 72,18          | 6              | 139,31         |
| 7             | Peter Liebers      | Bandera de Alemania       | 197,65       | 6              | 65,38          | 7              | 132,27         |
| 8             | Misha Ge           | Bandera de Uzbekistán     | 190,28       | 8              | 63,23          | 8              | 127,05         |
| retirado      | Joshua Farris      | Bandera de Estados Unidos |              |                |                |                |                |

### Patinaje individual femenino
| Clasificación | Nombre                  | País                      | Total points | Programa corto | Programa corto | Programa libre | Programa libre |
| ------------- | ----------------------- | ------------------------- | ------------ | -------------- | -------------- | -------------- | -------------- |
| 1             | Yulia Lipnítskaya       | Bandera de Rusia          | 190,80       | 1              | 72,24          | 2              | 118,56         |
| 2             | Carolina Kostner        | Bandera de Italia         | 190,12       | 2              | 67,74          | 1              | 122,38         |
| 3             | Mirai Nagasu            | Bandera de Estados Unidos | 175,37       | 4              | 60,44          | 3              | 114,93         |
| 4             | Yelizaveta Tuktamysheva | Bandera de Rusia          | 171,87       | 5              | 60,16          | 5              | 111,71         |
| 5             | Satoko Miyahara         | Bandera de Japón          | 165,76       | 6              | 56,57          | 6              | 109,19         |
| 6             | Agnes Zawadzki          | Bandera de Estados Unidos | 163,21       | 3              | 60,45          | 8              | 102,76         |
| 7             | Kanako Murakami         | Bandera de Japón          | 162,46       | 9              | 49,24          | 4              | 113,22         |
| 8             | Nikol Gosviani          | Bandera de Rusia          | 157,17       | 7              | 50,21          | 7              | 106,96         |
| 9             | Haruka Imai             | Bandera de Japón          | 145,30       | 8              | 49,55          | 9              | 95,75          |

### Patinaje en parejas
| Clasificación | Nombre                                  | País                      | Total points | Programa corto | Programa corto | Programa libre | Programa libre |
| ------------- | --------------------------------------- | ------------------------- | ------------ | -------------- | -------------- | -------------- | -------------- |
| 1             | Aliona Savchenko / Robin Szolkowy       | Bandera de Alemania       | 206,33       | 1              | 73,25          | 1              | 133,08         |
| 2             | Vera Bazarova / Yuri Larionov           | Bandera de Rusia          | 201,61       | 2              | 69,72          | 2              | 131,89         |
| 3             | Kirsten Moore-Towers / Dylan Moscovitch | Bandera de Canadá         | 188,73       | 3              | 65,65          | 4              | 123,08         |
| 4             | Ksenia Stolbova / Fiódor Klimov         | Bandera de Rusia          | 188,10       | 6              | 57,20          | 3              | 130,90         |
| 5             | Yulia Antipova / Nodari Maisuradze      | Bandera de Rusia          | 181,50       | 4              | 62,87          | 5              | 118,63         |
| 6             | Alexa Scimeca / Chris Knierim           | Bandera de Estados Unidos | 173,70       | 5              | 59,56          | 6              | 114,14         |
| 7             | Lindsay Davis / Rockne Brubaker         | Bandera de Estados Unidos | 151,90       | 7              | 51,59          | 7              | 100,31         |
| 8             | Narumi Takahashi / Ryuichi Kihara       | Bandera de Japón          | 141,41       | 8              | 48,64          | 8              | 92,77          |

### Danza sobre hielo
| Clasificación | Nombre                                  | País                      | Total points | Danza corta | Danza corta | Danza libre | Danza libre |
| ------------- | --------------------------------------- | ------------------------- | ------------ | ----------- | ----------- | ----------- | ----------- |
| 1             | Yekaterina Bobrova / Dmitri Soloviov    | Bandera de Rusia          | 168,32       | 1           | 68,42       | 2           | 99,90       |
| 2             | Kaitlyn Weaver / Andrew Poje            | Bandera de Canadá         | 163,14       | 2           | 61,50       | 1           | 101,64      |
| 3             | Madison Chock / Evan Bates              | Bandera de Estados Unidos | 153,37       | 4           | 57,80       | 3           | 95,57       |
| 4             | Yekaterina Riazanova / Iliá Tkachenko   | Bandera de Rusia          | 152,36       | 3           | 58,59       | 4           | 93,77       |
| 5             | Ksenia Monko / Kiril Jaliavin           | Bandera de Rusia          | 145,92       | 5           | 55,83       | 5           | 90,09       |
| 6             | Piper Gilles / Paul Poirier             | Bandera de Canadá         | 134,66       | 6           | 51,14       | 6           | 83,52       |
| 7             | Gabriella Papadakis / Guillaume Cizeron | Bandera de Francia        | 124,27       | 8           | 44,49       | 7           | 79,78       |
| 8             | Siobhan Heekin-Canedy / Dmitri Dun      | Bandera de Ucrania        | 123,57       | 7           | 45,00       | 8           | 78,57       |